# Grossa (unità di misura)
La grossa è un'unità di misura di mercato adottata dal XVI secolo ed equivalente a una quantità di dodici dozzine, ovvero di centoquarantaquattro oggetti. La grossa era usata specialmente in Italia e in Francia (la grosse) nel commercio di oggetti minuti quali fiammiferi, aghi, bottoni, camicie, uova, chiodi. Il termine trae origine dal tedesco Grösse, inteso come quantità.
La grossa prevede inoltre la misura della grande grossa, composta di 12 grosse, ovvero 144 dozzine, e della piccola grossa, 10 grosse per totali 120 dozzine.